# (5264) Telephus
(5264) Telephus (1991 KC) – planetoida z grupy trojańczyków okrążająca Słońce w ciągu 11,88 lat w średniej odległości 5,2 j.a. Odkryta 17 maja 1991 roku.